# Judenkirche

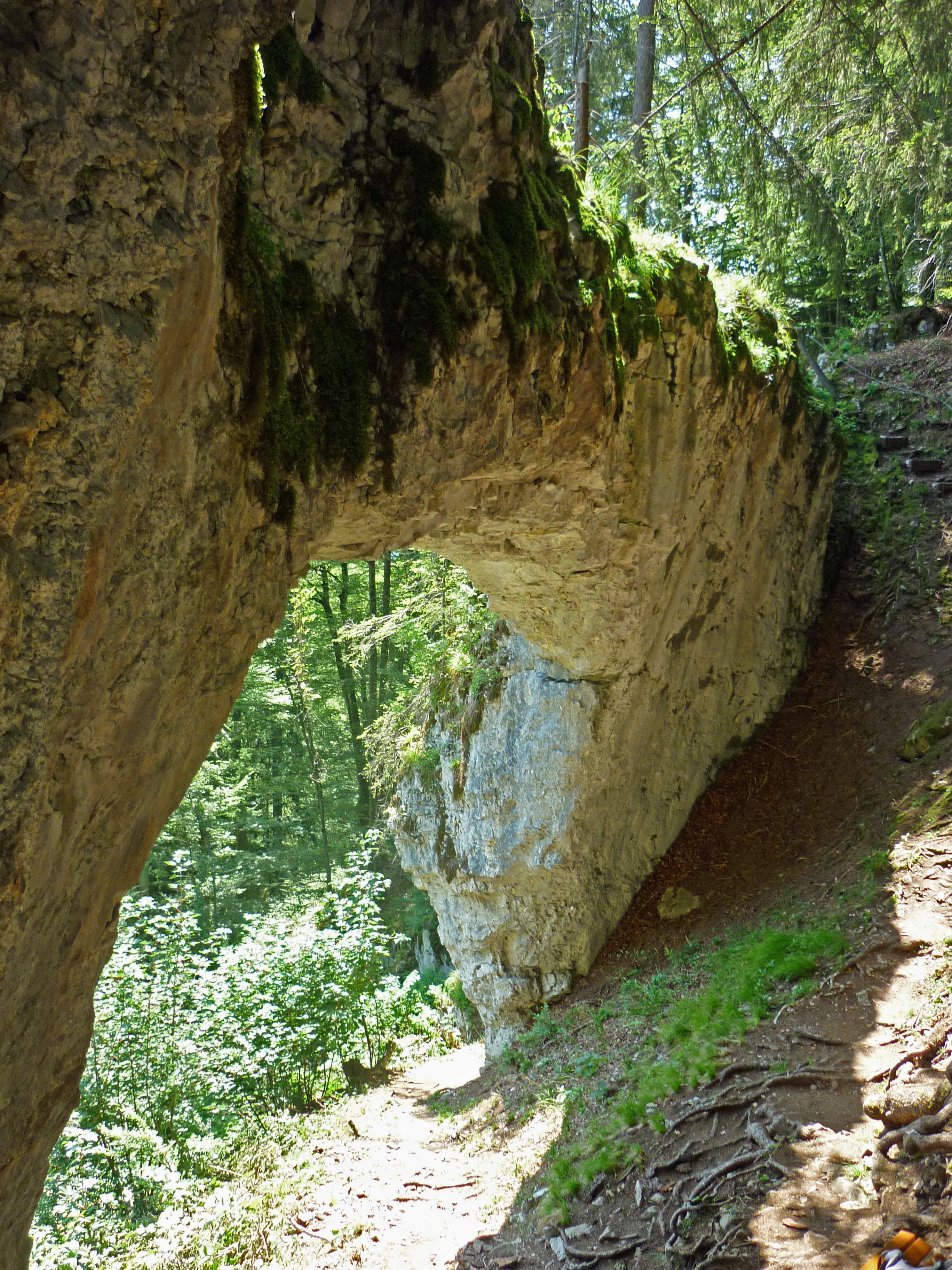
Felsbogen Judenkirche

Die Judenkirche ist ein Felsbogen bei Tiefenbach im Markt Oberstdorf im Oberallgäu, der seit Juni 2007 als Naturdenkmal ausgewiesen ist. Das Tor besitzt die Ausmaße von etwa 15 Metern Breite und 5 Metern Höhe. Der Felsbogen ist ein bis zwei Meter breit und für Begehungen gesperrt. Er ist nahe der Breitachklamm am Hang des Ochsenberges auf 1060 m zu finden.

## Name
Über die Herkunft des eigenwilligen Namens besteht keine Klarheit. Es gibt jedoch eine Reihe von Veröffentlichungen, die sich an einer Deutung des Namens versuchen.

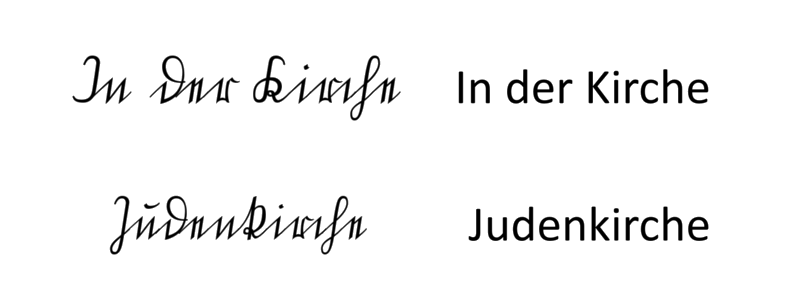
In der Kirche und Judenkirche in Sütterlinschrift im Vergleich: In der und Juden ähneln sich im Schriftbild

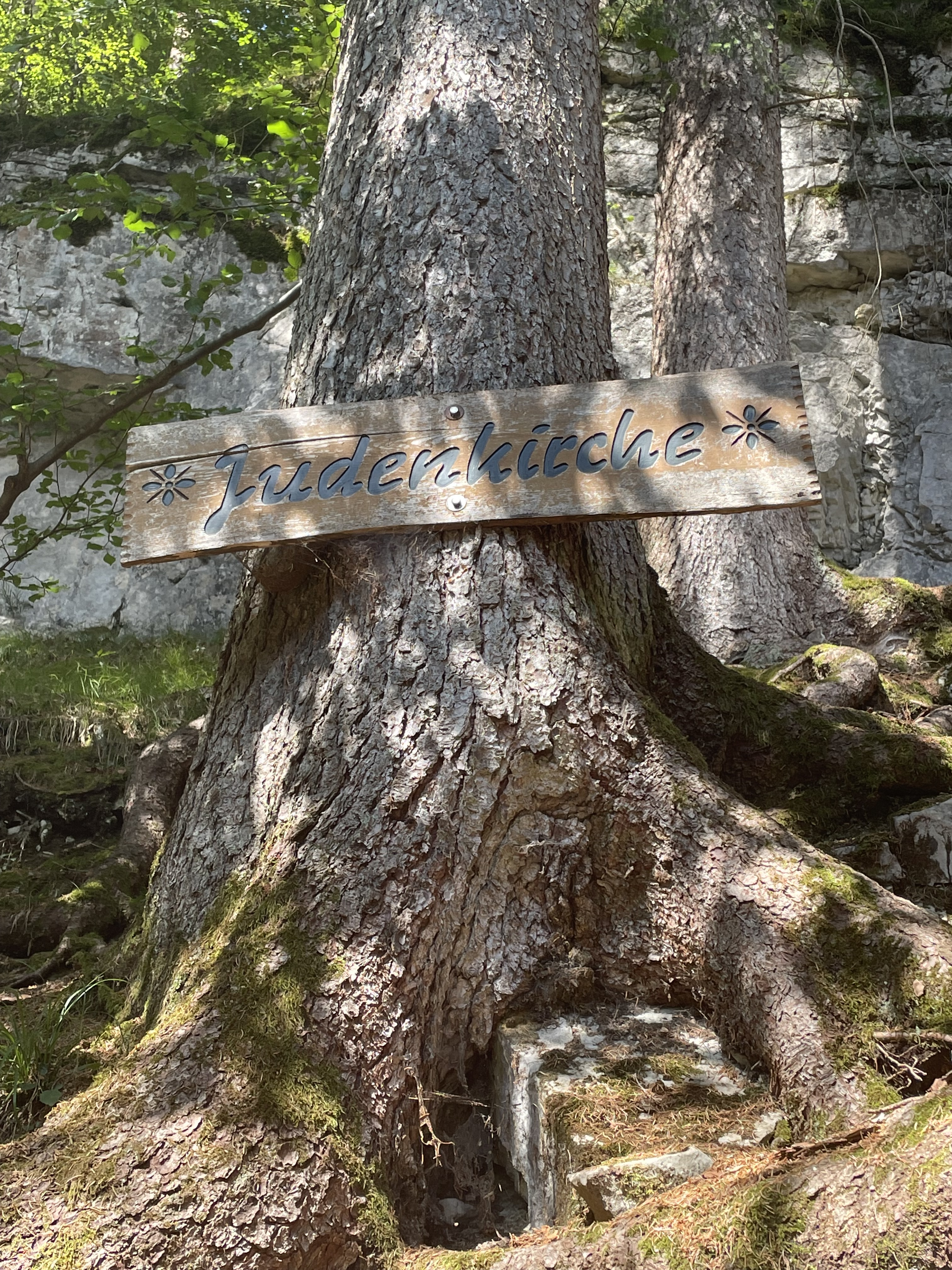
Judenkirche Schild

Nach Barbara Rösch etablierten sich im Laufe des 19. Jahrhunderts Toponyme, die den Begriff ‚Jude‘ im Namen trugen. Sie enthielten „weniger Aussagen über eine tatsächliche historische Situation als vielmehr über Mentalität und Einstellung der nichtjüdischen Namensgeber“; nicht selten bewiesen sie „Diffamierungscharakter“. Dies gelte „auch für die Flur Judenkirche von Tiefenbach in den Allgäuer Alpen als Erklärung. Die dortige „seltsame Felsformation“ gleiche einem Tempelbogen, wobei ein Tempel früher landläufig mit Judenkirche gleichgesetzt“ worden sei.
Laut Paul Schwendinger soll die Steinformation im Volksmund ursprünglich „In der Kirche“ geheißen haben, erst „durch ungenaue Aufschreibung“ (womöglich in Sütterlinschrift, siehe Abbildung rechts) sei hieraus später der Name Judenkirche entstanden.
Die völkische Politisch-anthropologische Monatsschrift sah 1919 als eigentliche Namensgeber des Felsentores Judenkirche die klangverwandten germanischen Stämme der Teuten und Jüten, die sich im Zuge der Völkerwanderung durch Mitteleuropa bewegt hatten.

## Geologie

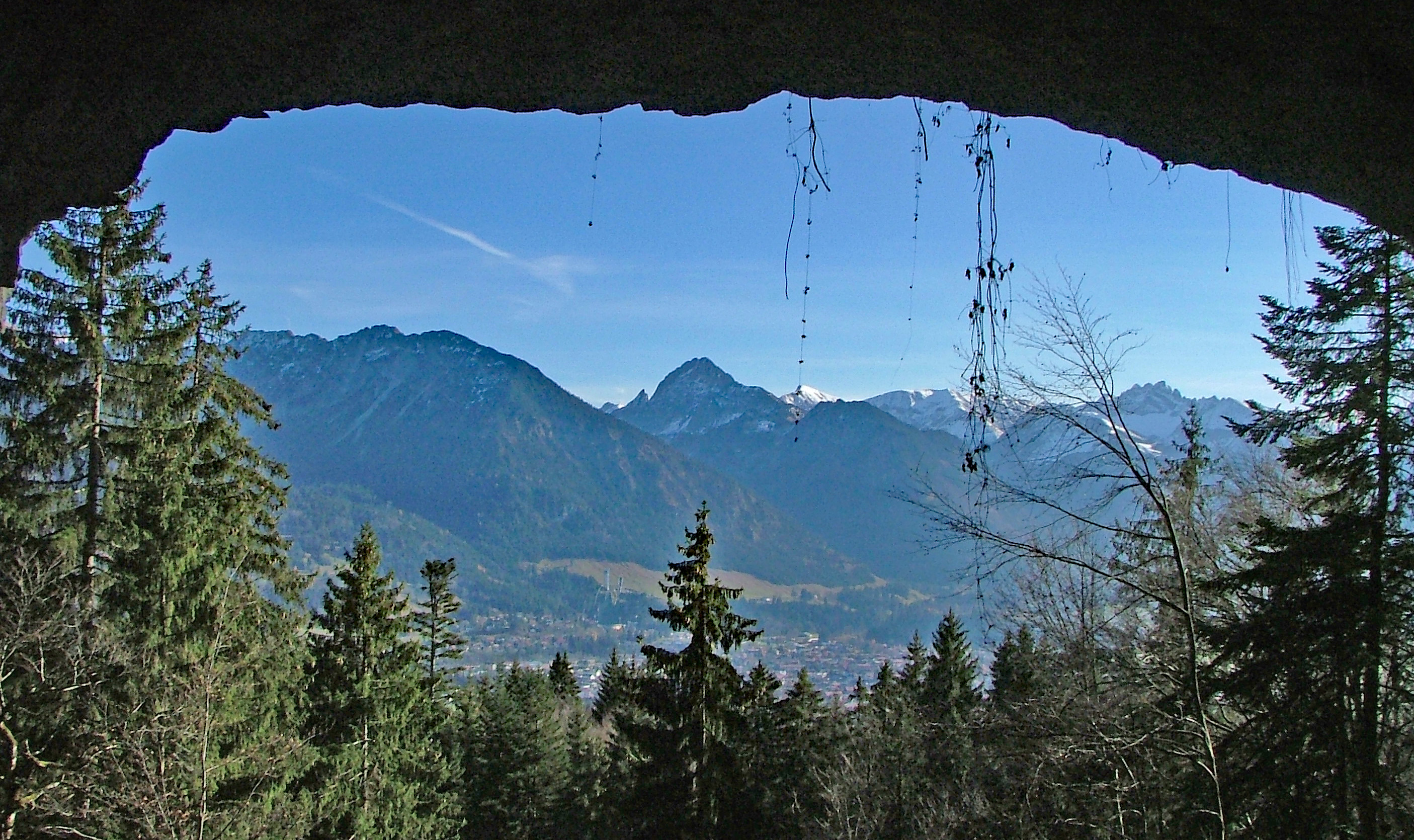
Ausblick von der Judenkirche

Der Felsbogen der Judenkirche ist eine ungewöhnliche Variante der Einsturz-Dolinenform. Die Besonderheiten sind, dass die Naturbrücke aus Kalkfels subhorizontal gebankt ist sowie eine seitliche Hohlform aufweist, die von unten her geöffnet und zugänglich ist. Der schwach konvexe Kalksteinbogen überspannt die im Grundriss ovale Hohlform an ihrer Längsseite und liegt am Rand eines langgezogenen Steilhanges des Ochsenberges.
Da Einsturzdolinen durch den Einbruch eines Höhlendaches entstehen, ist anzunehmen, dass die Judenkirche ein Stück erhalten gebliebenes Höhlendach ist. Der seitliche Zugang entstand vermutlich erst durch denudative Hangabtragung nachträglich.
Die Naturbrücke ist seit Juni 2007 vom Bayerischen Landesamt für Umwelt als bedeutendes und wertvolles Geotop (Geotop-Nummer: 780A025) ausgewiesen. Im Jahr 2008 wurden die Bäume vor dem Bogen gefällt, da sie den Ausblick versperrten.